# Easton Machine Company
Easton Machine Company war ein US-amerikanisches Unternehmen im Bereich des Maschinenbaus und Hersteller von Automobilen.

## Unternehmensgeschichte
Alfred G. Morse gründete 1904 das Unternehmen. Der Sitz war in South Easton, das zu Easton in Massachusetts gehört. Im gleichen Jahr entwarf er einen Prototyp. Im August 1905 kündigte er die Serienproduktion an. Dem Anschein nach gelang dies bis 1910 nicht. Erst 1910 begann die Serienproduktion von Automobilen. Der Markenname lautete Morse. Chester T. Bates war der Konstrukteur. Als er wenig später zur Lenox Motor Car Company wechselte, bedeutete dies ein Problem für das Unternehmen. 1911 kam erschwerend dazu, dass die Providence Engineering Company wegen der Lieferung defekter Teile für die Motoren verklagt wurde. Ende 1913 war abzusehen, dass die Produktion bald enden würde. Bis Ende 1916 entstanden noch weitere Fahrzeuge. Im Januar 1917 verkündete Alfred Morse die Aufgabe der Fahrzeugproduktion.
Weitere US-amerikanische Hersteller von Personenkraftwagen der Marke Morse waren Morse, Morse Motor Vehicle Company, Morse Cyclecar Company und Morse-Readio Auto Company.

## Fahrzeuge
Alle Fahrzeuge ab 1910 hatten einen Vierzylindermotor. Im ersten Jahr leistete er 24 PS und später 34 PS.
1910 gab es nur das Model B. Das Fahrgestell hatte 284 cm Radstand. Zur Wahl standen Runabout mit drei Sitzen, Tourenwagen mit fünf Sitzen und Torpedo mit 4 Sitzen.
1911 erschien das stärkere Model D. Für einen zweisitzigen Runabout wurde der Radstand beibehalten. Ein längerer Radstand von 323 cm war den anderen Aufbauten vorbehalten. Dies waren Tourenwagen mit fünf und sieben Sitzen, Torpedo mit vier Sitzen und Limousine mit sieben Sitzen.
1912 entfielen der kurze Runabout und die Limousine.
1913 waren neben den beiden Tourenwagen Roadster mit vier und fünf Sitzen und eine Limousine mit fünf Sitzen erhältlich.
Von 1914 bis 1916 standen nur noch die beiden Tourenwagen zur Auswahl.
Laut einer Quelle sind heute noch zwei Fahrzeuge bekannt. Eines wird als Model A Nr. 1 bezeichnet, hat den Motor im Heck und ist auf 1902 datiert. Das andere wird als Model B Nr. 1 bezeichnet und soll von 1907 stammen.

## Modellübersicht
| Jahr      | Modell  | Zylinder | Leistung (PS) | Radstand (cm) | Aufbau                                                                                |
| --------- | ------- | -------- | ------------- | ------------- | ------------------------------------------------------------------------------------- |
| 1910      | Model B | 4        | 24            | 284           | Runabout 3-sitzig, Tourenwagen 5-sitzig, Torpedo 4-sitzig                             |
| 1911      | Model D | 4        | 34            | 284           | Runabout 2-sitzig                                                                     |
| 1911      | Model D | 4        | 34            | 323           | Tourenwagen 5-sitzig und 7-sitzig, Torpedo 4-sitzig, Limousine 7-sitzig               |
| 1912      | Model D | 4        | 34            | 323           | Tourenwagen 5-sitzig und 7-sitzig, Torpedo 5-sitzig                                   |
| 1913      | Model D | 4        | 34            | 323           | Tourenwagen 5-sitzig und 7-sitzig, Roadster 4-sitzig und 5-sitzig, Limousine 5-sitzig |
| 1914–1916 | Model D | 4        | 34            | 323           | Tourenwagen 5-sitzig und 7-sitzig                                                     |

Quelle: